# Snubber

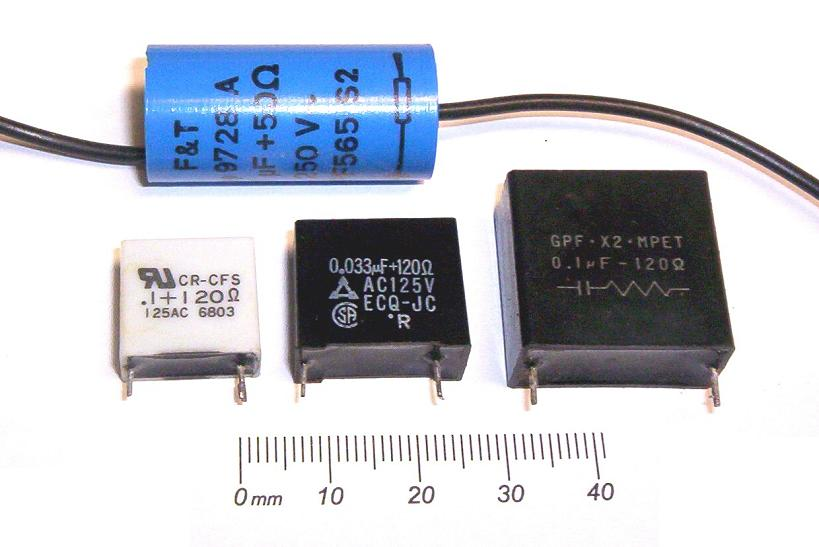

Snubber là một thiết bị bảo vệ mạch điện chống lại xung đột điện áp, hiệu ứng dao động sót lại (Hiện tượng dao động còn tiếp tục trong mạch cộng hưởng hợp với các tần số tự nhiên tiếp tục sau khi điện áp hoặc dong điện của mạch bị ngắt dao động này tắt theo hằng số giảm của nó nhưng lại tiếp tục ở dao động kế tiếp). Snubber hoạt động bằng cách kẹp (kìm hãm lại sự tăng vọt điện áp) các xung điện áp nhưng không làm thay đổi tần số chuông hoặc thực hiện chức năng tương tự. Thiết kế mạch Snubber là một trong những công việc phức tạp trong thiết kế mạch. Nó cần có kiến thức sâu về nền tảng của mạch để thiết kế mạch snubber. Tuy nhiên, sau khi đọc phần này, bạn có thể thiết kế mạch snubber của riêng mình.

## 1.Tổn hao hoặc tiêu tán
Mạch Snubber Lossy là mạch hút hoặc tiêu thụ điện năng. Về mặt hiệu quả của hệ thống, việc sử dụng này là một bất lợi, đặc biệt là đối với các bộ nguồn nhằm mục đích yêu cầu hiệu suất rất cao. Tuy nhiên, điều này ít phức tạp hơn và dễ thiết kế hơn. Snubber Lossy sử dụng điện trở và đôi khi diode làm phần tử tiêu tán.

## 2.Không tổn hao hoặc Không tiêu tán.
Mạch snubber không tổn hao là mạch sẽ không tiêu thụ điện năng. Đây là một giải pháp phức tạp hầu hết các lần và cũng tốn kém. Điều này được ưu tiên cho ứng dụng hiệu quả cao. Snubber không tiêu tán sử dụng cuộn cảm và tụ điện.

## 3.So sánh tổn thất điện năng Snubber Lossy và Non- Lossy.
Lossy Snubber phụ thuộc vào việc lựa chọn thiết bị snubber. Việc lựa chọn thiết bị phụ thuộc vào mức điện áp tăng đột biến để triệt tiêu chúng và tần số ringging. Đối với hầu hết các ứng dụng, tổn thất Lossy Snubber được giảm thiểu và có thể chấp nhận được, do đó các nhà thiết kế luôn sử dụng nó để có thiết kế nhanh chóng và dễ dàng.
Snubber lý tưởng là không mất máthoặc sẽ không tiêu thụ điện năng. Tuy nhiên, không có cái gì gọi là lý tưởng nên nó có những tổn thất nhỏ về nó. Trong một số thiết kế mạch snubber trước đây mà tôi đã làm (nói về snubber loss), tôi thự hiện đặt mức tổn thất điện năng dưới 1W cho công suất 500W hoặc thậm chí cao hơn. Điều này tương ứng với 0,2% công suất đầu ra là không đáng kể đối với hiệu suất.
Mặc dù có nhiều biến thể snubber, thiết kế mạch snubber thường chỉ tập trung vào hai cấu hình thường được sử dụng.

## 1. RC Snubber
Từ tên gọi của chính nó, nó được sử dụng điện trở và tụ điện để tạo thành một mạch snubber. Đây là snubbers thường được sử dụng để chuyển đổi MOSFET.

### Một số mạch sử dụng mạch RC Snubber
- Boost Converter

- Buck Converter

- Bộ chỉnh lưu đồng bộ DC-DC

## 2. RCD Snubber
Mạch này Sẽ kẹp các xung điện áp theo đúng nghĩa đen trong khi không sửa đổi tần số tăng đột biến hoặc đổ chuông. RCD snubber bao gồm điện trở, tụ điện và diode.

### Một số mạch sử dụng mạch RCD Snubber
- Flyback Converter

- Forward Converter

RC snubber thường được sử dụng trong các bộ chuyển đổi để hạn chế điện áp tăng vọt trên thiết bị chuyển mạch vào mức an toàn. Không chỉ đơn giản là kẹp xung điện áp đơn thuần, mà còn điều chỉnh tần số tăng đột biến hoặc các dao động sót lại
RC snubber hoạt động bằng cách thay đổi tần số chuông cũng như giảm mức đột biến điện áp. Tụ điện đóng vai trò lưu trữ điện tích và điện trở cung cấp một đường phóng điện. Ví dụ trong mạch bên dưới, RC snubber R1 và C1 bảo vệ MOSFET Q1 khỏi sự tăng đột biến điện áp trên cống. Khi MOSFET TẮT, tụ điện snubber sẽ sạc qua R1. Khi MOSFET BẬT, tụ điện sẽ phóng điện qua R1 tới MOSFET và xuống mass. Chu kỳ sẽ lặp lại với tụ điện trống. Điện trở là một trong những điện năng tiêu tán. Trong một chu kỳ chuyển mạch, có hai thời điểm mà dòng điện chạy đến điện trở. Hình minh họa dưới đây gọi các dòng điện là dòng điện tích và dòng phóng điện.
Thực tế là một RC snubber có khả năng thay đổi tần số dao động, nó là công cụ để giải quyết các vấn đề liên quan đến EMI. Trước đây, tôi đã giải quyết một số vấn đề trong EMI bằng cách sử dụng RC snubbers trên MOSFET và điốt.